# مخفی (فیلم ۲۰۰۷)
مخفی (انگلیسی: Secret) فیلمی در ژانر موزیکال به کارگردانی جی چو است که در سال ۲۰۰۷ منتشر شد. از بازیگران آن می‌توان به آنتونی وانگ اشاره کرد.

## داستان
یک نخبه پیانیست به نام یه شیانگلون (جی چو) با پدرش زندگی می کند و در سال 1999 به یک مدرسه موسیقی مشهور که پدرش در انجا تدریس میکند منتقل میشود و همکلاسی اش چینگ یی به او می گوید که ساختمان مدرسه پیانو در روز فارغ التحصیلی تخریب می شود...